# Ophiorrhiza grandiflora
Ophiorrhiza grandiflora är en måreväxtart som beskrevs av Robert Wight. Ophiorrhiza grandiflora ingår i släktet Ophiorrhiza och familjen måreväxter. Inga underarter finns listade i Catalogue of Life.